# سيرانو دي برجراك (فلم 1990)
سيرانو دي برجراك (بالفرنسية: Cyrano de Bergerac) فيلم درامي كوميدي فرنسي لعام 1990 من إخراج جان بول رابينو. الفيلم يستند إلى مسرحية عام 1897 التي تحمل نفس الاسم من تأليف إدموند روستاند، ومقتبس من جان كلود كاريير ورابينو. التمثيل للنجوم جيرار ديبارديو وآن بروشيه وفينسنت بيريز. الفيلم من إنتاج مشترك بين شركات في فرنسا والمجر. شاهد الفيلم عدد 4.732.136 مشاهد في فرنسا.

## طاقم التمثيل
جيرار ديبارديو: في دور سيرانو دي برجراك
آن بروشيه: في دور روكسان
فنسنت بيريز: في دور كريستيان دي نوفيليت
جاك ويبر: في دور كونت أنطوان دي غيش
رولان بيرتين: في دور راغوينو
فيليب مورييه جينود: في دور لو بريت
بيير ماجويلون: في دور كاربون دي كاسيل جالو
ساندرين كيبرلين: في دور الأخت كوليت
جوزيان ستوليرو: في دور دوينا
فيليب فولتر: في دور فيكومت دي فالفيرت
جان ماري وينلينج: في دور لجنيار
لويس نافاريه: في دور الممل
غابرييل مونيه: في دور مونتفلوري
فرانسوا ماري: في دور بيلروز
أناتول ديلالاند: في دور الطفل
آلان ريمو: في دور الأب
ميشيل فاو: في دور شاعر راغوينو

## ملخص أحداث الفيلم
سيرانو دي برجراك هو ضابط حرس وشاعر رومانسي، وهو يحب ابنة عمه روكسان دون علمها. يشعر أن لعنته الوحيدة في حياته هي أنفه الكبير، وعلى الرغم من أنه قد يكون له تأثير في تكوين ذكاءه الحاد، إلا أنه يعتقد أن روكسان سترفضه. يلجأ إلى كتابة رسائل لها نيابة عنه الطالب كريستيان، أحد طلابه، الذي يحب روكسان أيضًا ولكنه لا يعرف كيف يخبرها. تقع روكسان في حب السحر الشعري المكتوب في الرسائل لكنها تعتقد أن كريستيان هو من كتبها.

## استقبال الفيلم
منح موقع الطماطم الفاسدة تقييمًا للفيلم مقداره 100% بناء على آراء 28 ناقد سينمائي، يقول الإجماع النقدي للموقع: «الحب والأمل يرتفعان في الفيلم. هي قصة حب مسلية للغاية يظهر فيها جيرارد ديبارديو في قمته»، منح موقع «ميتاكريتيك» الفيلم تقييم مقداره 79% بناء على آراء 19 ناقد.
منح روجر إيبرت من شيكاغو صن تايمز الفيلم ثلاثة من أصل أربعة نجوم. كتب إيبرت في مراجعته للفيلم: «فيلم رائع ليس فقط لأنه يروي قصة رومانسية، ويجعلها مبهجة بصريًا، ويركز على موهبة ديبارديو، ولكن لسبب أقوى: يتصرف الفيلم كما لو إنه يؤمن بهذه القصة. إن ديبارديو ليس ساخرًا هنا على أي حال. إنه يلعب دور سيرانو دي برجراك على المستوى الذي يخلده».
أشاد الناقد السينمائي ليونارد مالتين بالفيلم ومنحه ثلاثة نجوم ونصف من أصل أربعة نجوم، وأشار إلى أن الفيلم تعثر إلى حد ما خلال النهاية بسبب إطالة أمده.

## الجوائز
جائزة أوسكار أفضل ممثل في دور رئيسي خوسيه فيرير.
فاز جيرار ديبارديو بجائزة أفضل ممثل في مهرجان كان السينمائي عام 1990.
ترشيح الفيلم لثلاثة عشر جائزة من جوائز سيزار في عام 1991، وحصل على عشرة منهم وهو رقم قياسي، بما في ذلك جوائز أفضل فيلم وأفضل ممثل وأفضل تصوير سينمائي وأفضل مخرج.
فاز من جوائز جوائز السينما الأوروبية بجائزة أفضل مصمم إنتاج وأفضل أزياء.
حصل الفيلم على جائزة جولدن جلوب لأفضل فيلم بلغة أجنبية.
فاز بجائزة بافتا BAFTA لأفضل تصميم أزياء وأفضل تصوير سينمائي وأفضل موسيقى.
فاز بجائزة ديفيد دي دوناتيلو David di Donatello لأفضل فيلم أجنبي.

## روابط خارجية
- مقالات تستعمل روابط فنية بلا صلة مع ويكي بيانات